# 幸浦駅
幸浦駅（さちうらえき）は、神奈川県横浜市金沢区幸浦二丁目にある、横浜シーサイドライン金沢シーサイドラインの駅である。駅番号は6。2010年（平成22年）4月より3年間、「ミツハシライス前」の副駅名が付けられている。

## 歴史
- 1989年（平成元年）7月5日 - 開業[1][2]。
- 2005年（平成17年）3月21日 - 自動券売機を更新、使用を開始。
- 2010年（平成22年）4月1日 - 米穀卸売会社のミツハシが命名権を取得。3年間、「ミツハシライス前」の副駅名が付く[3]。

## 駅構造
島式ホーム1面2線を持つ高架駅。ホームの下部に駅舎があるが無人駅となっている。自動券売機・自動改札機設置駅。自動券売機は2005年（平成17年）に更新され、同年3月21日に使用が開始された。

### のりば
| 番線 | 路線                 | 方向 | 行先                 |
| ---- | -------------------- | ---- | -------------------- |
| 1    | 金沢シーサイドライン | 下り | 八景島・金沢八景方面 |
| 2    | 金沢シーサイドライン | 上り | 並木中央・新杉田方面 |

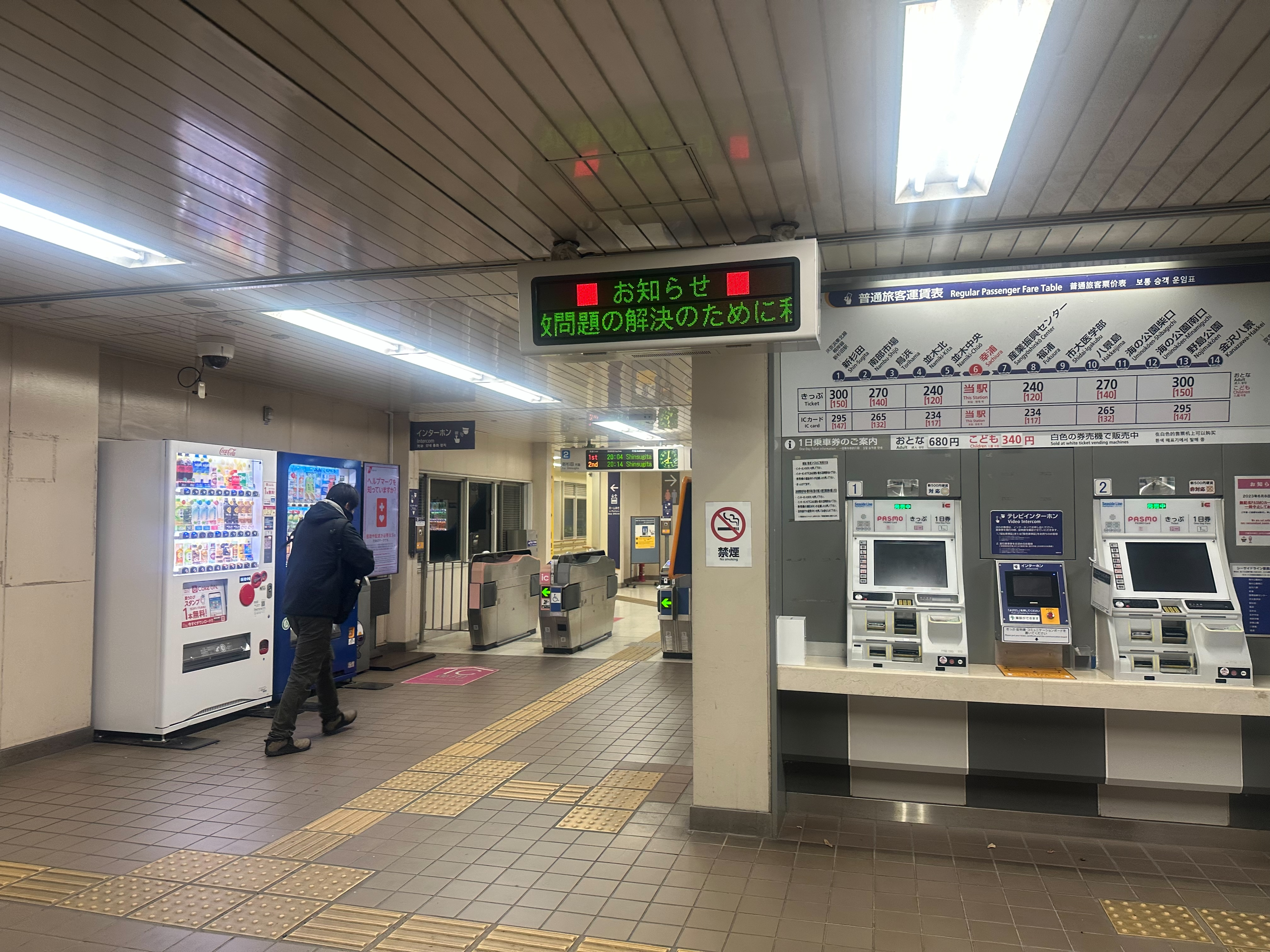
改札口
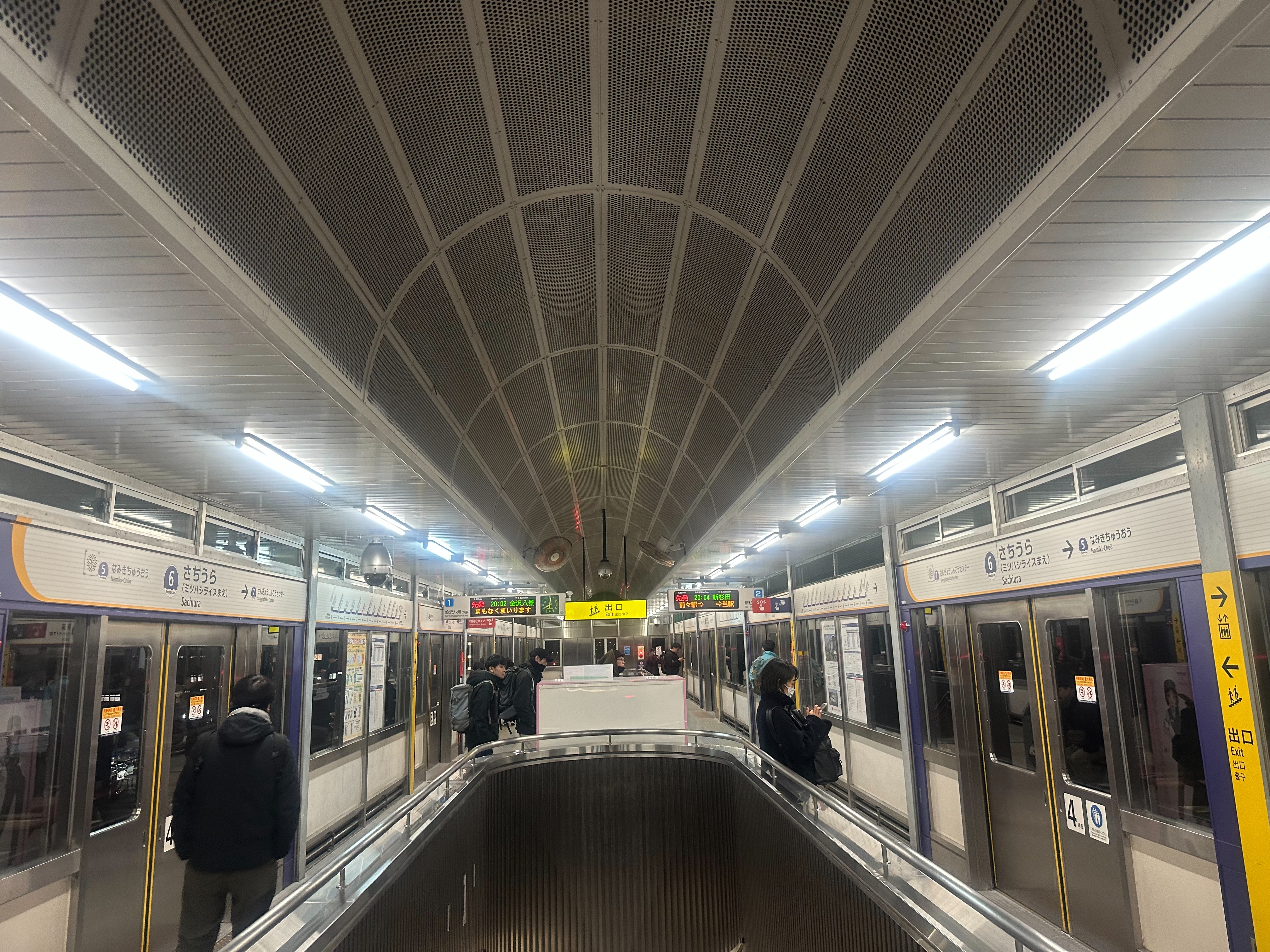
ホーム

## 利用状況
2022年度の1日平均乗降人数は5,139人（乗車人員：2,602人、降車人員：2,537人）である。
近年の1日平均乗降・乗車人員推移は下記の通り。
| 年度               | 1日平均 乗降人員 | 1日平均 乗車人員 | 出典     |
| ------------------ | ---------------- | ---------------- | -------- |
| 1992年（平成04年） |                  | 2,499            |          |
| 1993年（平成05年） |                  | 2,402            |          |
| 1994年（平成06年） |                  | 2,444            |          |
| 1995年（平成07年） |                  | 2,607            | [ * 1 ]  |
| 1996年（平成08年） |                  | 2,901            |          |
| 1997年（平成09年） |                  | 2,827            |          |
| 1998年（平成10年） |                  | 2,858            | [ * 2 ]  |
| 1999年（平成11年） |                  | 2,832            | [ * 3 ]  |
| 2000年（平成12年） |                  | 2,682            | [ * 3 ]  |
| 2001年（平成13年） |                  | 2,757            | [ * 4 ]  |
| 2002年（平成14年） |                  | 2,691            | [ * 5 ]  |
| 2003年（平成15年） |                  | 2,651            | [ * 6 ]  |
| 2004年（平成16年） |                  | 2,655            | [ * 7 ]  |
| 2005年（平成17年） |                  | 2,579            | [ * 8 ]  |
| 2006年（平成18年） |                  | 2,603            | [ * 9 ]  |
| 2007年（平成19年） |                  | 2,672            | [ * 10 ] |
| 2008年（平成20年） |                  | 2,587            | [ * 11 ] |
| 2009年（平成21年） | 5,043            | 2,554            | [ * 12 ] |
| 2010年（平成22年） | 5,385            | 2,754            | [ * 13 ] |
| 2011年（平成23年） | 5,310            | 2,717            | [ * 14 ] |
| 2012年（平成24年） | 5,392            | 2,749            | [ * 15 ] |
| 2013年（平成25年） | 5,386            | 2,745            | [ * 16 ] |
| 2014年（平成26年） | 5,258            | 2,671            | [ * 17 ] |
| 2015年（平成27年） | 5,478            | 2,794            |          |
| 2016年（平成28年） | 5,534            | 2,822            |          |
| 2017年（平成29年） | 5,547            | 2,820            |          |
| 2018年（平成30年） | 5,672            | 2,874            |          |
| 2019年（令和元年） | 5,631            | 2,866            |          |
| 2020年（令和02年） | 4,766            | 2,397            |          |
| 2021年（令和03年） | 4,952            | 2,491            |          |
| 2022年（令和04年） | 5,139            | 2,602            |          |

## 駅周辺
- マーチャンダイジングセンター
- 東洋観光横浜営業所
- ミツハシ本社
- 並木中学校
- 並木第四小学校
- 首都高速湾岸線
- 国道357号
- 長浜野口記念公園 - 野口英世ゆかりの旧細菌検査室がある。徒歩15分
- 横浜南税務署
- 金沢緑地

## バス路線
並木団地内の「マリンハイツ前」が最寄りバス停。横浜市営バスによる運行。発着する路線の詳細は横浜市営バス磯子営業所を参照。
- <321> 三井アウトレットパーク横浜行
- <321> 木材港入口行

## 隣の駅
横浜シーサイドライン
 金沢シーサイドライン
並木中央駅 (5) - 幸浦駅 (6) - 産業振興センター駅 (7)